# Prečno progasta mišičnina
Prečno progasta mišičnina ali prečno progasto mišično tkivo (ponekod tudi samo progasta mišičnina in progasto mišično tkivo) je tip mišičnine, za katero so značilne ponavljajoče se funkcionalne enote, imenovane sarkomere. Prisotnost sarkomer je vidna kot zaporedje pasov različnih odtenkov, pri čemer izmenjujoči se temnejši in svetlejši odseki dajejo mišičnini značilno progavost, ki je še posebej dobro vidna pri opazovanju s svetlobnim mikroskopom. Obstajata dva glavna tipa prečno progastih mišic:
- srčne mišice
- skeletne mišice

## Struktura
Prečno progasta mišičnina vsebuje posebne podaljške celične membrane, imenovane tubuli T (tudi T-tubuli), ki sarkoplazemskemu retiklu omogočajo sproščanje kalcijevih ionov.

### Skeletna mišičnina
Skeletna mišičnina vsebuje skeletna mišična vlakna (mišične celice ali miocite), krvne žile, živčne celice in vezivno tkivo. Skeletne mišice obdaja epimizij, ki omogoča ohranjanje oblike, kljub intenzivnemu izvajanju skrčitev (kontrakcij). Plast, ki se imenuje perimizij, je odgovorna za organizacijo mišičnih vlaken, obdanih z endomizijem in kolagenom, v fascikle. Vsako mišično vlakno vsebuje sarkolemo (plazmalema mišične celice), sarkoplazmo (citoplazma mišične celice) in sarkoplazemski retikulum (gladki endoplazemski retikulum mišične celice). Osnovna funkcionalna enota mišičnega vlakna se imenuje sarkomera. Vsaka miofibrila ali mišično vlakence (sestavna enota mišičnega vlakna oziroma mišične celice) je sestavljano iz aktinskih ter miozinskih miofilamentov, ki so razporejeni v značilen vzorec ter skupaj oblikujejo ponavljajočo se sarkomero.
Glede na njihovo zmožnost krčenja (kontrakcije) in presnovne lastnosti se lahko skeletne mišice deli na dva tipa; takšne, ki imajo pretežno rdeča mišična vlakna (ali počasna, imajo veliko mioglobina, velik delež sarkoplazme in precej mitohondrijev, zanje je značilna tudi zmožnost dolgotrajnega počasnega krčenja), in takšne, v katerih prevladujejo bela mišična vlakna (ali hitra, imajo manj mioglobina in mitohondrijev, krčenje je hitrejše in močnejše).

### Srčna mišičnina
Srčna mišičnina se nahaja v srcu, med epikardijem (visceralnim perikardijem) in endokardijem. Srčna mišična vlakna običajno vsebujejo le eno celično jedro, ki se nahaja v osrednjem delu celice, zanje pa je značilna tudi visoka vsebnost mitohondrijev in velika koncentracija mioglobina. Za razliko od skeletnih mišic so srčne mišice enocelične. Celice med seboj vežejo tako imenovani interkalarni diski, ki jih sestavljajo presledkovni stiki in dezmosomi.

## Razlikovanje med prečno progasto in gladko mišičnino
Bistvena razlika med prečno progasto in gladko mišičnino so sarkomere, ki se pojavljajo le pri prečno progastih mišicah. Vse prečno progaste mišice so pritrjene na nekakšen element skeleta (ogrodja), medtem ko gladke mišice sestavljajo votle organe, kot je črevesje ali krvne žile. Mišična vlakna prečno progastih mišic so oblikovana valjasto (cilindrično), pri čemer je njihov konec top, medtem ko so celice gladke mišičnine značilne vretenaste oblike (v osrednjem delu je premer večji, nakar se proti obema koncema zmanjšuje). Ena izmed razlik med obema mišičnima tipoma je pojavnost mitohondrijev, ki jih je precej več pri prečno progastih mišicah, ki se od gladkih razlikujejo tudi po večjedrnem stanju.

## Vloga
Glavna vloga prečno progaste mišičnine je ustvarjanje sile in krčenje. Tovrstne skrčitve se uporabijo denimo za poganjanje krvi po telesu (srčne mišice), izvajanje dihalnih gibov ali vzdrževanje položaja in premikanje (skeletne mišice).

### Krčenje
Krčenje (kontrakcijo) srčne mišičnine povzročajo srčni spodbujevalniki. Te celice se na signale, ki jih prejmejo od avtonomnega živčnega sistema, odzivajo z zvišanjem ali znižanjem frekvence srčnega bitja. Za celice srčnih spodbujevalnikov je značilno tudi sinhrono krčenje, saj se več celic ob določenih intervalih hkrati depolarizira in nato hkrati proži akcijske potenciale. S pomočjo presledkovnih stikov celice srčnih spodbujevalnikov prenesejo depolarizacijo tudi ostalim celicam srčne mišičnine, kar zagotavlja usklajeno delovanje celotne srčne mišice.
Depolarizacijo mišičnih vlaken sprožajo signali gibalnih živčnih celic (motoričnih nevronov), ki posredno povzročijo sproščanje kalcijevih ionov iz sarkoplazemskega retikla. Kalcij je tisti element, ki nato vpliva na spreminjanje položaja miozinskih in aktinskih filamentov. S tem se dolžina sarkomere zmanjša, kar povzroči, da se mišica skrči.

## Popravilo poškodb
Odrasli ljudje poškodovanega srčnega mišičnega tkiva ne morejo obnoviti, kar lahko vodi v nastanek notranjih brazgotin in v izrednih primerih tudi srčnega zastoja. Med svojim razvojem imajo sesalci sposobnost obnavljanja majhnih količin srčne mišičnine. Drugi vretenčarji zmorejo srčno mišično tkivo regenerirati tudi v kasnejšem življenjskem obdobju.
Za skeletne mišice so značilne boljše regeneracijske sposobnosti, ki jih omogočajo predvsem v zdravi skeletni mišičnini dormantne satelitske celice (tudi amficiti). Proces obnavljanja sestoji iz treh glavnih faz. Mednje spadajo vnetni odziv, aktivacija, diferenciacija in zlitje satelitskih celic ter zorenje na novo ustvarjenih mišičnih vlakenc (miofibril). Proces se začne z nekrozo poškodovane mišičnine, ki vzpodbudi vnetni odziv. Makrofagi poskrbijo za fagocitozo odmrlih celic, sčasoma pa začnejo izločati protivnetne citokine, ki zaključijo vnetno stanje. Ti makrofagi so zmožni vzpodbuditi rast, razvoj in diferenciacijo satelitskih celic. Te vnovič vstopijo v celični cikel, da se lahko podvojijo v procesu mitotske delitve. Zatem izstopijo iz celičnega cikla, nakar sledi samoobnavljanje ali diferenciacija v mioblaste.